# Marc Schwartz
Pour les articles homonymes, voir Schwartz.
Marc Schwartz, né le 22 octobre 1963 à Paris, est le directeur général de la Monnaie de Paris. Ancien responsable mondial du « Secteur Public » du cabinet Mazars, il a été jusqu’en janvier 2018 directeur de cabinet de Françoise Nyssen, ministre de la Culture du Gouvernement Édouard Philippe.

## Carrière
Marc Schwartz est ancien élève de l'IEP de Paris (promotion 1984), où il a rencontré sa femme, avec laquelle il a trois enfants. Titulaire d'un Master de finance d'entreprise, il passe ensuite par les bancs de l'ENA (promotion 1988).
À l'issue, il intègre la Cour des comptes en tant auditeur puis conseiller référendaire en 1991. En 1992, il est détaché à la direction du Trésor du Ministère de l'Économie et des Finances au sein du département international. Puis, il devient le conseiller économique et financier pour l'Asie du Sud-Est, à l'ambassade de France à Singapour de 1994 à 1997,.
En 1997, il est nommé au commerce extérieur en tant que directeur de cabinet de Jacques Dondoux puis conseiller de Dominique Strauss-Kahn, de Christian Sautter et de Florence Parly au Ministère de l'économie et des finances et de l'industrie, où il est chargé de la réforme de l'État et de la modernisation de la gestion publique ,.
Il est recruté en 2000 par le groupe France Télévisions en tant que directeur financier, puis directeur général adjoint en 2004 chargé de la gestion, des finances et des synergies de groupe. Il est membre du comité financier de l'Union Européenne des radiodiffuseurs (UER) et préside le comité d'audit de Canal France International (CFI).
En 2006, il rejoint la banque d'investissement Calyon du Crédit agricole en tant que directeur associé. Puis, en 2007, il fonde et dirige le cabinet AS Conseil spécialisé dans des missions d'accompagnement stratégique et opérationnel dans le secteur public (administrations, établissements publics, entreprises publiques) et dans le secteur des médias.
En 2008, le gouvernement lui confie une mission de réflexion et de proposition concernant les relations entre la presse et La Poste et sur le soutien public à l'acheminement des abonnements de presse par postage ou par portage, dans le cadre de la réforme de Presstalis. Ceci se conclura par un protocole d'accord qualifié "accords Schwartz" entre l'État, la presse et La Poste le 23 juillet 2008 valable pour une période de sept ans, mais qui sera finalement décalé d’un an, lors des états généraux de la presse en janvier 2009, pour cause de crise sur la presse (l’État prenant alors en compte le manque à gagner subi par La Poste).
Il devient, en 2010, associé chez Mazars, chargé du conseil au secteur public et aux médias, puis devient en 2012, le responsable mondial du département « Secteur public » du groupe Mazars.
En novembre 2012, il est nommé par le gouvernement français comme médiateur pour résoudre le conflit opposant depuis plusieurs années Google aux éditeurs de presse. Le 1er février 2013 est signé entre le patron de la firme américaine et le président de la République, un accord créant un fonds de 60 millions d'euros abondé par Google afin de financer les projets numériques de la presse, qualifié d'accord "gagnant-gagnant" . 
À la suite de cette médiation, il est pressenti pour présider ce fonds.
En 2014, il quitte Mazars pour revenir travailler à la Cour des Comptes, en tant que conseiller référendaire.
Fin 2014, le gouvernement lui confie la mission de préparer, à la tête d'un groupe de travail interministériel, la feuille de route stratégique du groupe France Télévisions, pour le mandat 2015-2020. Il remet son rapport à Fleur Pellerin, Michel Sapin et Emmanuel Macron le 4 mars 2015 : ce qui sert de base de réflexion à tous les candidats à la présidence.
Il est, en mai 2015, chargé d'une nouvelle mission de médiation pour trouver un équilibre entre les intérêts des plates-formes de streaming, des producteurs et ceux des ayants droit, et résoudre le conflit qui les oppose sur la partage de la valeur. Cette mission se termine par la signature, le 2 octobre 2015 au ministère de la culture, d'un Protocole d'accord pour un développement équitable de la musique en ligne,. France Musique relève que « les négociations n'ont pas été simples et ont donné lieu à un accord, dit accords Schwartz signés par une vingtaine d'organisation syndicales, d'organismes et d'entreprises. Pourtant, les deux principales sociétés de perception des droits : l’Adami et la Spedidam ont refusé de les signer, cette dernière parlant d'un « désastre pour les artistes-interprètes ».
Marc Schwartz est nommé médiateur du livre en juillet 2016 par Manuel Valls, Premier ministre et Audrey Azoulay, ministre de la culture et de la communication, succédant ainsi à Laurence Engel, devenue présidente de la BnF.
En février 2017, il se met en disponibilité de la Cour des comptes pour rejoindre l'équipe de campagne d'Emmanuel Macron en tant que coordinateur du programme culture et médias.
En mai 2017, il est nommé directeur de cabinet de Françoise Nyssen, ministre de la Culture du Gouvernement Édouard Philippe,. Il quitte ce poste en janvier 2018 après s'être vu confier une mission sur la distribution de la presse.
Par décret du Président de la République en date du 27 novembre 2018, il est nommé président-directeur général de La Monnaie de Paris, plus ancienne des institutions françaises. Il succède à Aurélien Rousseau. Son mandat est renouvelé par décret du Président de la République en date du 25 avril 2022.

## Ligne politique
France Musique le qualifie de libéral.

## Décorations
- Commandeur de l'ordre des Arts et des Lettres, il est promu commandeur le 12 mars 2019[32] ;
- Chevalier de la Légion d'honneur (2023)[33].

### Articles de presse
Exemples d'articles de presse en France, en Europe et aux États-Unis citant Marc Schwartz et son action (liste non exhaustive, classée par date de parution).
- « Marc Schwartz, directeur de cabinet de Jacques Dondoux », Le Monde,‎ 26 juin 1997.
- « Marc Schwartz », Les Échos, no 18226,‎ 31 août 2000 (lire en ligne).
- « Marc Schwartz », Les Échos, no 19583,‎ 13 janvier 2006 (lire en ligne).
- « Distribution presse: signature d'un accord Etat-presse-Poste sur le postage », Le Point,‎ 23 juillet 2008 (lire en ligne).
- Enguérand Renault, « Contrats presse-Poste : un accord équilibré », Le Figaro,‎ 24 juillet 2008 (lire en ligne).
- « Taxe Google : Marc Schwartz, un médiateur pour éviter la baston », Libération,‎ 14 novembre 2012 (lire en ligne).
- « Marc Schwartz entre Google et les éditeurs », Libération,‎ 14 novembre 2012 (lire en ligne).
- « Nomination d'un médiateur dans la bataille entre Google et la presse », Le Monde,‎ 16 novembre 2012.
- « Google : Marc Schwartz en mission », Libération,‎ 28 novembre 2012 (lire en ligne).
- « Google et la presse, 60 millions d’accalmie », Libération,‎ 1er février 2013 (lire en ligne).
- (it) Stefano Montefiori, « Accordo in Francia, Google paga i giornali », Corriere della Sera,‎ 2 février 2013 (lire en ligne).
- (de) Jürg Altwegg, « Frankreich :  Pyrrhussieg der Presse », Frankfurter Allgemeine Zeitung,‎ 2 février 2013.
- Daniel Schneidermann, « Google et la presse, premier contact », Libération,‎ 10 février 2013 (lire en ligne).
- (en) Eric Pfanner, « French Publishers Forge Deal With Google, Breaking Ranks With Europe », The New York Times,‎ 17 février 2013 (lire en ligne).
- https://www.lesechos.fr/tech-medias/medias/0204199383088-le-rapport-de-marc-schwartz-demande-une-ambition-forte-pour-france-televisions-1098758.php Les Echos, 6 mars 2015
- https://www.lemonde.fr/actualite-medias/article/2015/03/04/le-gouvernement-encadre-le-futur-de-france-televisions_4587228_3236.html
- http://www.musicweek.com/news/read/france-hailed-as-pioneer-with-landmark-agreement/063165
- https://www.lemonde.fr/musiques/article/2015/10/01/vers-une-remuneration-plus-equitable-des-artistes_4779273_1654986.html

### Autres sources
- « Schwartz Marc (1963-...) », sur Catalogue général, BnF.